# Patrick County
Patrick County ist ein County im Bundesstaat Virginia der Vereinigten Staaten. Bei der Volkszählung im Jahr 2020 hatte das County 17.608 Einwohner und eine Bevölkerungsdichte von 14,1 Einwohnern pro Quadratkilometer. Der Verwaltungssitz (County Seat) ist Stuart. Das County gehört zu den Dry Countys, was bedeutet, dass der Verkauf von Alkohol eingeschränkt oder verboten ist.

## Geographie
Patrick County liegt im Südwesten von Virginia, grenzt im Süden an North Carolina und hat eine Fläche von 1258 Quadratkilometern, wovon sieben Quadratkilometer Wasserfläche sind. Es grenzt im Uhrzeigersinn an folgende Countys: Franklin County, Henry County, Carroll County und Floyd County.

## Geschichte
Gebildet wurde es 1791 aus Teilen des Patrick Henry County, benannt nach dem ersten Gouverneur von Virginia nach der Unabhängigkeit, Patrick Henry. 1790 wurde das Patrick Henry County aufgeteilt in einen westlichen Teil (Patrick County) und einen östlichen Teil (Henry County).

## Demografische Daten

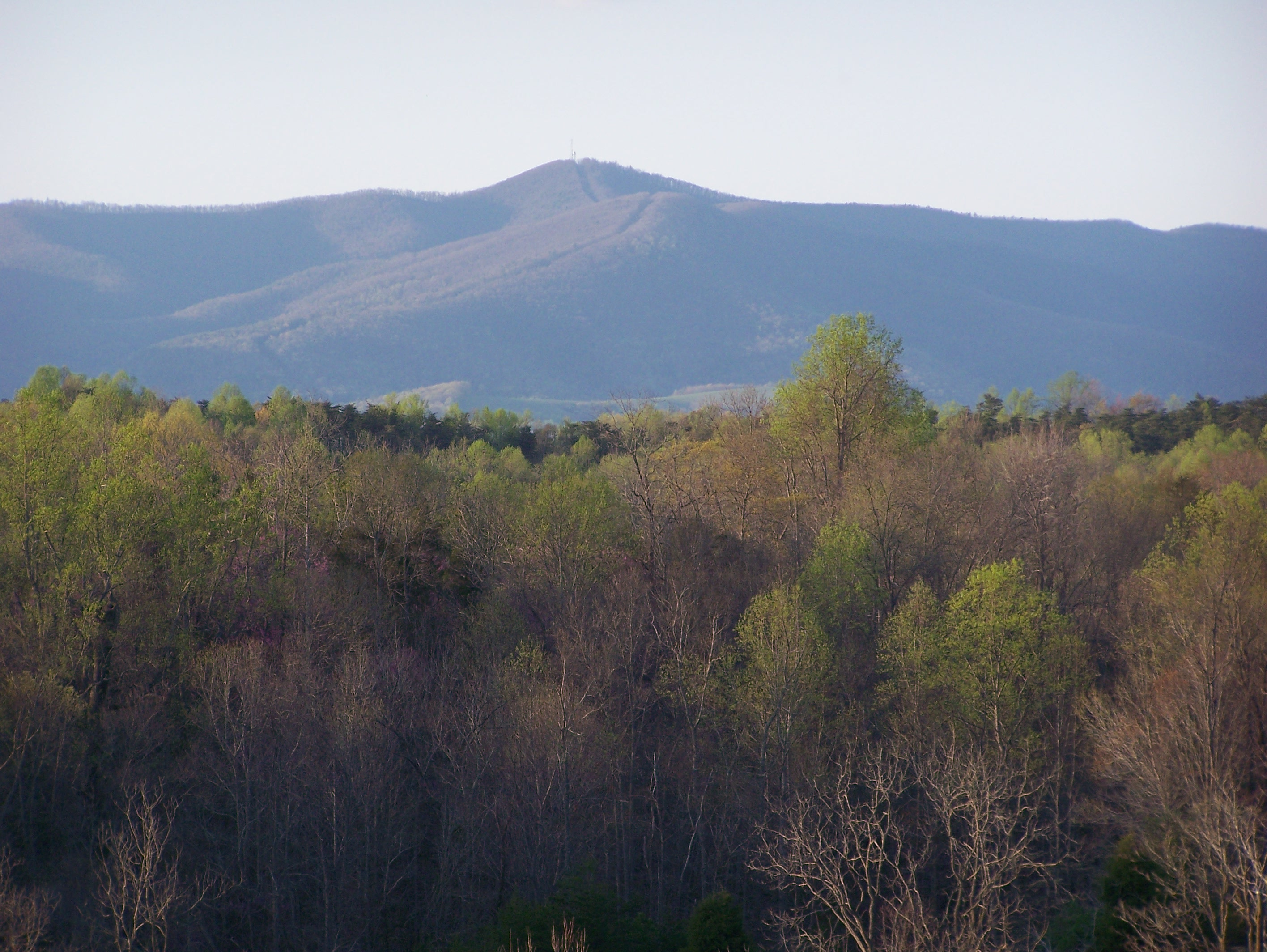
Der Bull Mountain

Alterspyramide des Patrick County

Nach der Volkszählung im Jahr 2000 lebten im Patrick County 19.407 Menschen. Davon wohnten 229 Personen in Sammelunterkünften, die anderen Einwohner lebten in 8141 Haushalten und 5812 Familien. Die Bevölkerungsdichte betrug 16 Einwohner pro Quadratkilometer. Ethnisch betrachtet setzte sich die Bevölkerung zusammen aus 91,75 Prozent Weißen, 6,20 Prozent Afroamerikanern, 0,21 Prozent amerikanischen Ureinwohnern, 0,16 Prozent Asiaten, 0,04 Prozent Bewohnern aus dem pazifischen Inselraum und 0,94 Prozent aus anderen ethnischen Gruppen; 0,71 Prozent stammten von zwei oder mehr ethnischen Gruppen ab. 1,87 Prozent der Bevölkerung waren spanischer oder lateinamerikanischer Abstammung.
Von den 8141 Haushalten hatten 28,5 Prozent Kinder und Jugendliche unter 18 Jahre, die bei ihnen lebten. 58,9 Prozent waren verheiratete, zusammenlebende Paare, 8,6 Prozent waren allein erziehende Mütter, 28,6 Prozent waren keine Familien, 25,8 Prozent waren Singlehaushalte und in 11,4 Prozent lebten Menschen im Alter von 65 Jahren oder darüber. Die Durchschnittshaushaltsgröße betrug 2,36 und die durchschnittliche Familiengröße lag bei 2,81 Personen.
Auf das gesamte County bezogen setzte sich die Bevölkerung zusammen aus 21,7 Prozent Einwohnern unter 18 Jahren, 7,1 Prozent zwischen 18 und 24 Jahren, 28,0 Prozent zwischen 25 und 44 Jahren, 26,7 Prozent zwischen 45 und 64 Jahren und 16,5 Prozent waren 65 Jahre alt oder darüber. Das Durchschnittsalter betrug 40 Jahre. Auf 100 weibliche Personen kamen 96,9 männliche Personen. Auf 100 Frauen im Alter von 18 Jahren oder darüber kamen statistisch 94,9 Männer.
Das jährliche Durchschnittseinkommen eines Haushalts betrug 28.705 USD, das Durchschnittseinkommen der Familien betrug 36.232 USD. Männer hatten ein Durchschnittseinkommen von 25.391 USD, Frauen 18.711 USD. Das Prokopfeinkommen betrug 15.574 USD. 9,6 Prozent der Familien und 13,4 Prozent der Bevölkerung lebten unterhalb der Armutsgrenze. Darunter waren 15,4 Prozent der Kinder und Jugendlichen unter 18 Jahren und 18,0 Prozent der Bewohner im Alter ab 65 Jahren.